# Sohen Biln
Sohen Biln, né le 17 juin 1939 et mort le 27 mars 2012, est un rameur canadien. Il participe aux Jeux olympiques d'été de 1960 dans l'épreuve du huit et remporte la médaille d'argent avec ses coéquipiers Donald Arnold, Walter D'Hondt, Nelson Kuhn, Lorne Loomer, Archibald MacKinnon, William McKerlich, Glen Mervyn et John Lecky.

## Palmarès

### Jeux olympiques
- Jeux olympiques de 1960 à Rome,  Italie
  -  Médaille d'argent.